# Sister (Sonic Youth)
Sister is het zesde officiële studioalbum van Sonic Youth in 1987 verschenen op SST Records. Het album is door de band zelf geproduceerd en werd bij de VPRO album van het jaar.

## Tracklist
1. "Schizophrenia" - 4:37
2. "Catholic Block" - 2:25
3. "Beauty Lies in the Eye" - 2:15
4. "Stereo Sanctity" - 3:47
5. "Pipeline/Kill Time" - 4:32
6. "Tuff Gnarl" - 3:13
7. "Pacific Coast Highway" - 4:16
8. "Hot Wire My Heart" - 3:21
9. "Kotton Krown" - 5:05
10. "White Cross" - 2:48
11. "Master-Dik" - 5:08 (CD bonustrack, niet op LP)